# Монтемазола
Монтемазола (итал. Montemesola) је насеље у Италији у округу Таранто, региону Апулија.
Према процени из 2011. у насељу је живело 4016 становника. Насеље се налази на надморској висини од 189 м.

## Становништво
Према резултатима пописа становништва 2011. у општини је живело 4.088 становника.
| 1931. | 1936. | 1951. | 1961. | 1971. | 1981. | 1991. | 2001. | 2011. |
| ----- | ----- | ----- | ----- | ----- | ----- | ----- | ----- | ----- |
| 3.012 | 3.013 | 3.709 | 4.002 | 4.056 | 4.298 | 4.422 | 4.277 | 4.088 |